# Khislavitchi
Khislavitchi (en russe : Хиславичи) est une commune urbaine de l'oblast de Smolensk, en Russie. Sa population s'élevait à 3 779 habitants en 2017

## Géographie
Khislavitchi se trouve à 34 km au nord-est de Mstsislaw (Biélorussie), à 68 km au sud de Smolensk et à 391 km à l'est-sud-est de Moscou.

## Histoire
Depuis le XVIIIe siècle, le village est un shtetl. Il faisait partie de la république des Deux Nations puis fut transféré à l'Empire russe après le partages de la Pologne
À la fin du XIXe siècle, la population totale s'élevait à 4 361 habitants, dont 3 642 juifs (83 %) et 739 chrétiens orthodoxes (17 %). La ville comptait huit synagogues et deux églises en bois. La ville était propriété de la famille de la noblesse russe des Saltykov.
Pendant la Seconde Guerre mondiale, Khislavitchi est occupée par l'Allemagne nazie du 16 juillet 1941 au 28 septembre 1943. Huit cents juifs sont enfermés dans un ghetto peu après le début de l'occupation. En septembre 1941, de 120 à 150 juifs sont assassinés dans une exécution de masse. Le 20 mars 1942, des policiers collaborant avec les Allemands pénètrent dans le ghetto et assassinent les juifs survivants à 150 m du village, dans le cadre de la Shoah par balles.

## Population
Recensements (*) ou estimations de la population
| 1926* | 1959* | 1970* | 1979* | 1989* | 2002* |
| ----- | ----- | ----- | ----- | ----- | ----- |
| 3 582 | 3 785 | 3 682 | 4 451 | 5 013 | 4 617 |

| 2010* | 2013  | 2014  | 2015  | 2016  | 2017  |
| ----- | ----- | ----- | ----- | ----- | ----- |
| 4 138 | 3 862 | 3 763 | 3 755 | 3 772 | 3 779 |